# Мера Синая — Рюэлля — Боуэна
Мера Синая — Рюэлля — Боуэна, или SRB-мера — мера на фазовом пространстве динамической системы, к которой стремится распределение траекторий типичных начальных (в смысле меры Лебега) точек (возможно, из какой-либо области). При этом множество точек, для которых происходит такое стремление, называется бассейном притяжения этой меры.
Понятие названо в честь Я. Г. Синая, Д. Рюэлля и Р. Боуэна, в работах которых оно было введено.

## Определения
Более точно, имеется два неэквивалентных понятия: определение меры Синая — Рюэля — Боуэна, связанное с итерациями типичных точек («наблюдаемая мера»), и его модификация, связанная с итерациями абсолютно непрерывных мер («естественная мера»).

Определение 1. Мера {\displaystyle \mu } называется (наблюдаемой) мерой Синая — Рюэля — Боуэна, если для множества начальных точек {\displaystyle x} положительной меры Лебега распределение орбит сходится к {\displaystyle \mu }:
{\displaystyle {\frac {1}{n}}\sum _{j=0}^{n-1}\delta _{f^{j}(x)}\to \mu ,\quad n\to \infty .\qquad \qquad (*)}
В этом случае множество точек x, удовлетворяющих (*), называется бассейном притяжения меры {\displaystyle \mu }.

Эквивалентным образом это определение может быть сформулировано в терминах временных средних:

Определение 1'. Мера {\displaystyle \mu } называется (наблюдаемой) мерой Синая — Рюэля — Боуэна, если для некоторого множества {\displaystyle M} положительной меры Лебега временные средние любой непрерывной функции {\displaystyle \varphi } на {\displaystyle M} сходятся почти всюду к её интегралу по мере {\displaystyle \mu }
{\displaystyle {\frac {1}{n}}\sum _{j=0}^{n-1}\varphi (f^{j}(x)){\xrightarrow[{n\to \infty }]{{\text{a.e. in}}\,\,M}}\int \varphi \,d\mu .\qquad \qquad (**)}
В этом случае максимальное множество {\displaystyle M}, для которого выполнено (**), называется бассейном притяжения меры {\displaystyle \mu }.

В случае естественной меры рассматриваются итерации не атомарной начальной меры (или, что то же самое, распределение индивидуальной орбиты), а усреднение абсолютно непрерывных начальных мер:

Определение 2. Мера {\displaystyle \mu } называется (естественной) мерой Синая — Рюэля — Боуэна, если для некоторого множества {\displaystyle M} положительной меры Лебега для любой абсолютно непрерывной начальной меры m её временные средние сходятся почти всюду мере {\displaystyle \mu }:
{\displaystyle {\frac {1}{n}}\sum _{j=0}^{n-1}(f^{j})_{*}(m)\to \mu ,\quad n\to \infty .\qquad \qquad (***)}
В этом случае максимальное измеримое множество {\displaystyle M}, для которого выполнено (***), называется бассейном притяжения меры {\displaystyle \mu }.